# Miranda (Avilés)
Miranda es una parroquia del concejo asturiano de Avilés, en España, y un lugar de dicha parroquia.
La parroquia tiene una extensión de 2,93 km², en la que habitan un total de 1.568 personas (INE, 2011).
En el lugar de Miranda habitan 153 personas (INE, 2011). Se encuentra a 3,9 km de la capital del concejo, a 112 metros sobre el nivel del mar.
La correspondiente parroquia católica es la de Santo Domingo de Miranda, que se separó en el siglo XIX de la parroquia de San Nicolás de Bari de Avilés.

## Entidades de población
Localidades que forman parte de la parroquia:
- Alfaraz (L'Alfaraz)
- Bao
- Los Calvos
- Cruz de Illas (La Cruz d'Illes)
- Cruz de la Hoguera (La Cruz de la Foguera)
- Heros
- La Lleda
- Miranda
- Nondivisa (L'Anduvisa/ Nondivisa)
- Pozo la Granda (El Pozo la Granda)
- Santa Ana (Santana)
- Santo Domingo
- Vidoledo (Bidoleo/Vidoledo)
- Villanueva

## Historia
En su origen, Miranda fue un lugar de caldereros, artesanía que se desarrolló asociada a la alfarería, que ha dejado interesantes muestras de cerámica negra, aspecto que Jovellanos, en sus Diarios, dejó así descrito:

[...] caímos a Miranda, lugar grande, compuesto de tres o cuatro barriadas algo separadas en que está reunida su población. En ella vimos los hornos y fábricas de barro común que aquí se trabaja: la mayor parte de tierra, cavados en la tierra de grosera y no bien dirigida forma. El barro es rojo y después de cocido conserva el mismo color aunque más claro y alguno tirando a blanco. Hay como unos treinta hornos en que se trabaja el barro común y da el color negro; otros cuatro destinados a barro blanco y amarillento y con algunos rasgos verdes y azules. En estos se hace la antigua y ordinaria vajilla de nuestro pueblo. Cuando se trabaja se arrebate de las manos de los fabricantes. Consúmese en Asturias y en toda nuestra costa septentrional desde Vizcaya a Galicia. Pudiera por lo mismo aumentarse mucho esta manufactura si no fuera escaseando el rozo que se gasta en los hornos. Esto indica la necesidad de gastar carbón de piedra [...]

## Vecinos
De la lista de respetables vecinos de esta parroquia, pueden mencionarse aquí:
- El pintor de la corte de Carlos II de España, Juan Carreño de Miranda.[4]
- El escritor y dramaturgo Alejandro Casona que vivió y aprendió a escribir en Miranda (como recuerda una placa en las antiguas escuelas).
- El empresario José Menéndez Menéndez, conocido como "rey de la Patagonia", que abrió comercio para pioneros en Punta Arenas y engrandeció aquella ciudad con la construcción de 42 edificios, almacenes y un teatro, ambicioso terrateniente que contribuyó al exterminio del pueblo selknam en isla Grande de Tierra del Fuego, tanto en la parte argentina como en la chilena.[5]